# Ennio Calabria
Ennio Calabria (Tripoli, 7 marzo 1937 – Roma, 1º marzo 2024) è stato un pittore e illustratore italiano.

## Biografia
Nato a Tripoli il 7 marzo 1937, Ennio Calabria fu un artista e intellettuale italiano, esponente del figurativismo europeo. Lavorò come illustratore di racconti, copertine librarie, opere di poesia e manifesti.
Nel 1958 espose la sua prima personale alla Galleria La Feluca di Roma. Nel 1959 prese parte alle esposizioni della VIII Quadriennale di Roma. A questa prima partecipazione fecero seguito quelle del 1972, del 1986 e del 1999.
Nel 1961 fece parte di quella cerchia di artisti (Renzo Vespignani, Ugo Attardi, Fernando Farulli, Piero Guccione e Alberto Gianquinto) che, insieme ai critici d'arte Antonio Del Guercio, Dario Micacchi e Morosini, diedero vita al gruppo denominato Il pro e il contro, punto di riferimento della ricerca nel campo della pittura figurativa.
Nel 1963 una sua opera venne esposta alla mostra Contemporary Italian Paintings, allestita in alcune città australiane. Nel biennio 1963-1964 espose alla mostra Peintures italiennes d'aujourd'hui, organizzata in Medio Oriente e in Nordafrica. Nel 1964 prese parte alla Biennale Arte di Venezia.
La sua prima antologica si tenne nel 1985 a Milano, alla Rotonda della Besana; una seconda si tenne poi nel 1987 a Roma, a Castel Sant'Angelo. Circa durante lo stesso periodo, vi fu anche la pubblicazione, edita da Vangelista di Milano, di una monografia a cura di Carandente e Mario De Micheli, seguita poi da una seconda edizione con l'aggiunta della collaborazione del critico d'arte Dario Micacchi.
Nel 2008 allestì la mostra personale La luce e la forma alla Galleria Granelli di Livorno e nel 2009 si tenne la personale La forma da dentro alla Fondazione Luciana Matalon di Milano, mostra poi riproposta a Villa Paolina Bonaparte di Viareggio.
Nel 2015 partecipò nuovamente alla Biennale Arte di Venezia, nel Padiglione nazionale del Guatemala Sweet Death.
Nel 2018 il Palazzo Cipolla di Roma gli dedicò l'antologica Ennio Calabria. Verso il tempo dell'essere. Opere 1958-2018, mostra a cura di Gabriele Simongini.
Morì a Roma il 1º marzo 2024, sei giorni prima di compiere 87 anni.